# Konviktská
Konviktská ulice na Starém Městě v Praze spojuje Divadelní ulici a Betlémské náměstí.

## Historie a názvy
Původní název ulice byl "U sv. Kříže" podle Rotundy svatého Kříže Menšího na rohu s ulicí Karoliny Světlé, kterou postavili kolem roku 1125. Další názvy:
- od 17. století - západní část má název "Horní Solní" podle skladu soli, nebo "Dolní Konviktská" na odlišení od "Horní Konviktské" (dnešní Bartolomějská) - konvikt byl internát pro studenty teologie[2]
- od poloviny 18. století - název "Konviktská", konvikt zanikl po zrušení jezuitského konviktu (z latinského slova convictus, tedy spolužití) v roce 1773.
- V dnes již neexistujícím domě Konviktská 28 žil v letech 1870 - 1883 Jan Neruda.

## Budovy, firmy a instituce
- Apartment Konvikt - Konviktská 13[3]
- Rezidence Bologna - Konviktská 5[4]
- Rotunda svatého Kříže Menšího - Konviktská 6
- indická restaurace Golden Tikka - Konviktská 9[5]
- Dům U Ampezónů - Konviktská 12[6]
- Fakulta dopravní ČVUT - Konviktská 20[7]
- Bernardinum
- Konvikt